# Politische Krise in Thailand 2013/14

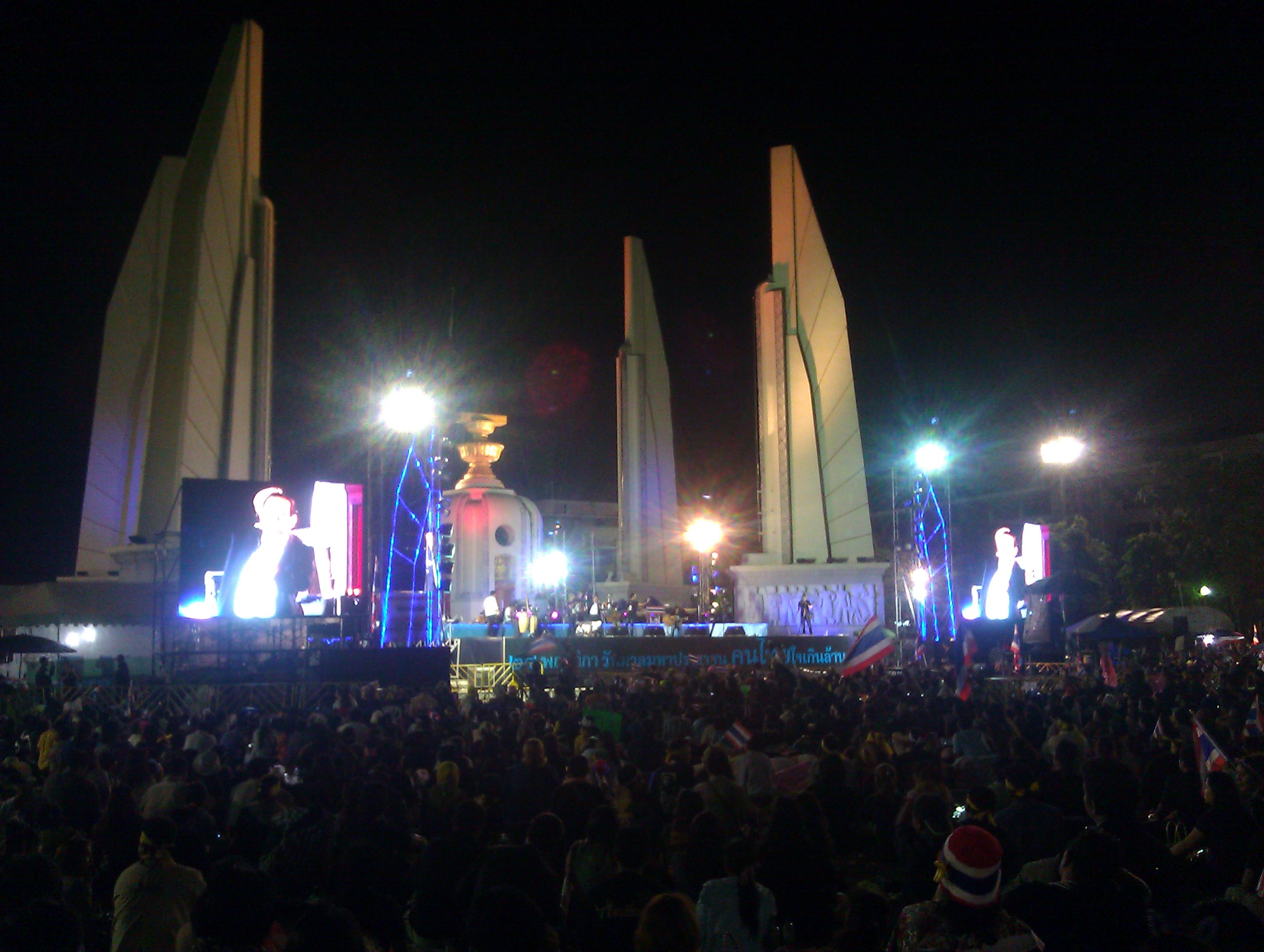
Versammlung der Regierungsgegner am Demokratiedenkmal in Bangkok am Abend des 30. November 2013

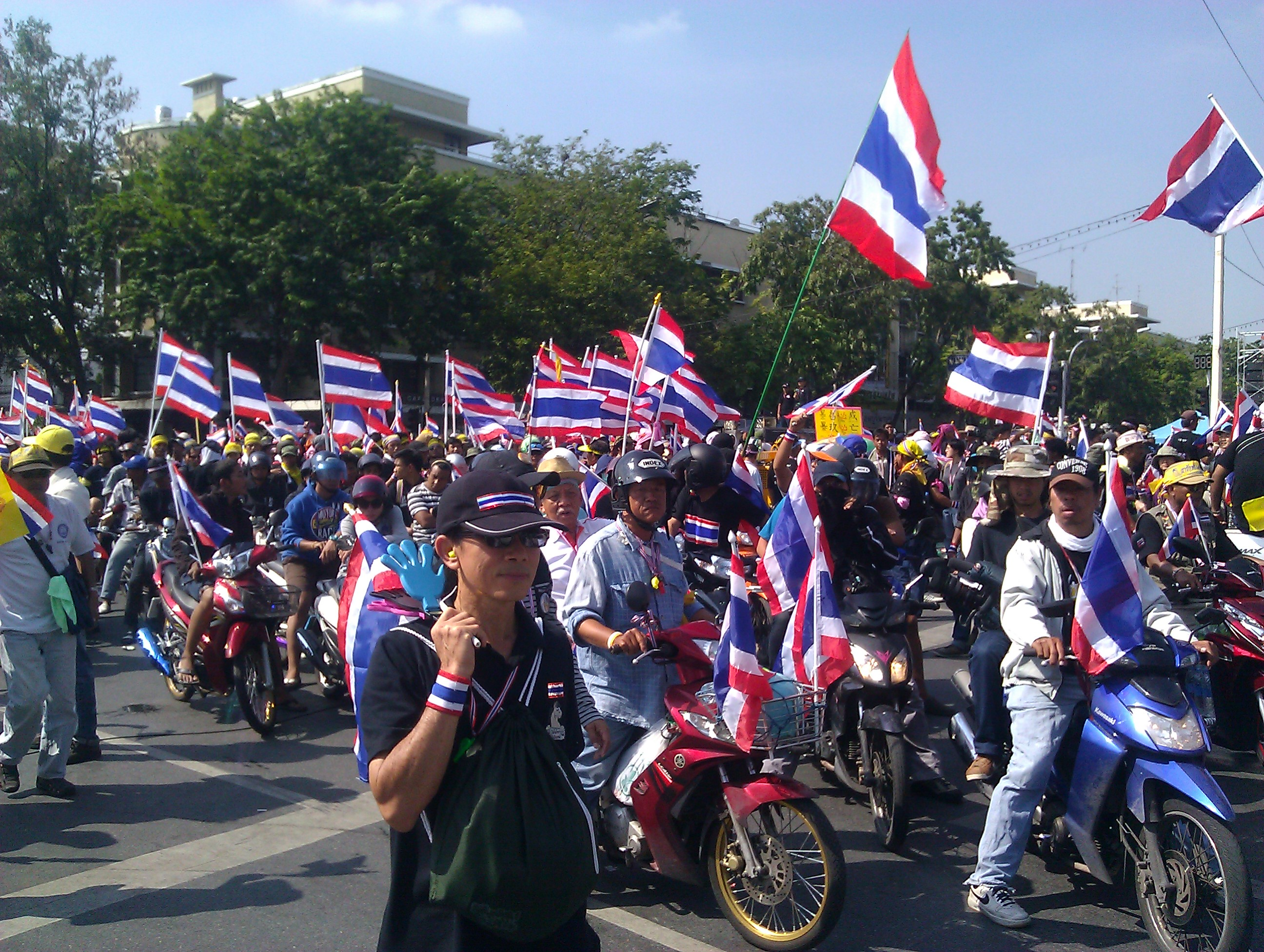
Demonstranten am 1. Dezember 2013

Ab Oktober 2013 organisierte die thailändische Opposition Massenproteste gegen die Thailändische Regierung unter Premierministerin Yingluck Shinawatra. Auslöser war der umstrittene Entwurf eines Amnestie-Gesetzes, welcher jedoch zwischenzeitlich vom thailändischen Senat abgelehnt wurde. Vom 13. Januar bis 2. März 2014 wurden unter dem Motto „Shutdown Bangkok“ Teile der Hauptstadt durch die Demonstranten gesperrt. Am 7. Mai 2014 enthob das Verfassungsgericht die Premierministerin und mehrere Kabinettsmitglieder ihrer Ämter. Am 20. Mai verhängte der Oberkommandierende des Heeres, General Prayuth Chan-ocha, das Kriegsrecht. Zwei Tage darauf unternahm er einen Staatsstreich und stellte das Land unter direkte Militärherrschaft.

## Hintergrund

### Politischer Konflikt seit 2005
Der Unternehmer und Milliardär Thaksin Shinawatra hatte 2001 mit seiner neu gegründeten Thai-Rak-Thai-Partei (TRT) die Parlamentswahlen gewonnen und war Ministerpräsident geworden. Nach seiner Wiederwahl 2005 bildete sich die Volksallianz für Demokratie (umgangssprachlich als „Gelbhemden“ bekannt), die ihm Machtmissbrauch zum eigenen Vorteil und übermäßige Machtkonzentration vorwarf. Ihre Demonstrationen wuchsen im Frühjahr 2006 zu Massenprotesten an. Es kam zu einer Verfassungskrise. Im September 2006 putschte das Militär. Es setzte eine parteilose Übergangsregierung ein, die etwa ein Jahr amtierte, sowie ein Gremium, das eine neue Verfassung ausarbeitete.
Bei anschließenden Neuwahlen im Dezember 2007 gewann die Partei der Volksmacht, eine Ersatzorganisation für die inzwischen aufgelöste TRT der Unterstützer Thaksins. Gegen die von ihr gebildete Regierung gab es erneute Proteste der „Gelbhemden“, die ihr vorwarfen, bloße Marionette des vor der Strafverfolgung ins Ausland geflohenen Thaksin zu sein und die Wahl lediglich durch Stimmenkäufe gewonnen zu haben. Sie belagerten das Regierungsgebäude und besetzten im Oktober 2008 die beiden Flughäfen Bangkoks. Es kam zu gewaltsamen Ausschreitungen zwischen „Gelbhemden“, Sicherheitskräften und Unterstützern der Regierung, die sich als United Front for Democracy Against Dictatorship (UDD), der sogenannten Bewegung der „Rothemden“, organisierten.
Ein Urteil des Verfassungsgerichts löste im Dezember 2008 die Partei der Volksmacht wegen Wahlrechtsverstößen auf und bereitete der Regierung so ein Ende. Nachdem einige Abgeordnete der Regierungsparteien ihren Sitz durch das Urteil verloren hatten, wählte das Parlament den bisherigen Oppositionschef Abhisit Vejjajiva von der Demokratischen Partei zum Regierungschef. Dagegen protestierten ihrerseits die „Rothemden“, die die Regierung als illegitim betrachteten, weil sie nicht durch Wahlen an die Macht gekommen war. Sowohl 2009 als auch 2010 kam es zu heftigen Unruhen, die jeweils vom Militär niedergeschlagen wurden, wobei im Mai 2010 etwa 90 „Rothemden“ und Unbeteiligte starben. Die vorgezogenen Wahlen im Juli 2011 gewann die Pheu-Thai-Partei, die aktuelle, dritte Inkarnation der TRT unter Führung von Thaksins jüngerer Schwester Yingluck Shinawatra. Sie wurde anschließend Ministerpräsidentin. Im Dezember 2012 wurde Mordanklage gegen den ehemaligen Ministerpräsidenten Abhisit und seinen Stellvertreter Suthep Thaugsuban (ebenfalls Demokratische Partei) wegen der tödlichen Schüsse auf einen unbeteiligten Taxifahrer während der Unruhen im Mai 2010 erhoben.

### Frühere Proteste gegen die Regierung
Gegen die Regierung Yinglucks gab es mehrfach Protestaktionen regierungskritischer Gruppen, welche auch gegen den fortgesetzten Einfluss der Familie Shinawatra und ihres Netzwerks sind. Im Oktober und November 2012 demonstrierte die Gruppe Pitak Siam („Beschützt Siam“) des pensionierten Generals Boonlert Kaewprasit. Im Mai 2013 trat die Gruppe „Thailändischer Frühling“ auf, die sich auf den Arabischen Frühling bezog, ab Juni 2013 die Gruppe „V for Thailand“, die mit weißen Guy-Fawkes-Masken die Symbolik der Occupy-Bewegung aufgriff. Ab August 2013 kampierte die „People’s Democratic Force to Overthrow Thaksinism“ (Pefot) und die „Dharma-Armee“ (der politische Arm der buddhistisch-asketischen Santi-Asoke-Sekte) in einem Teil des Lumphini-Parks im Zentrum Bangkoks.
Im August und September 2013 fanden heftige Proteste von Kautschukbauern in Südthailand statt. Sie warfen der Regierung, angesichts immer weiter fallender Marktpreise, ungenügenden Einsatz für ihre Interessen vor. Sie besetzten wiederholt wichtige Fernstraßenkreuzungen und Eisenbahnstrecken in der Südregion. In der Provinz Prachuap Khiri Khan kam es zu gewaltsamen Auseinandersetzungen von Protestierenden mit der Polizei. Die oppositionellen Demokraten, die fast alle Wahlkreise im Süden vertreten, erklärten sich mit den Kautschukbauern solidarisch. Weiterer Widerstand gegen die Regierung kam von Seiten der Gegner des geplanten Mae-Wong-Staudamms in Nakhon Sawan, die im September 2013 einen Protestmarsch von der Provinz Kamphaeng Phet nach Bangkok durchführten.

### Versuch der Verfassungsänderung
Ein seit längerer Zeit verfolgtes Projekt der Regierung war eine Reform der thailändischen Verfassung von 2007. Kernstück sollte eine Veränderung der Zusammensetzung des Senats sein. Bislang werden 77 der 150 Senatoren direkt in den Provinzen gewählt, die übrigen von einem Auswahlgremium, dem vorwiegend Juristen angehören, bestimmt. Nach dem Entwurf der Regierung sollten letztere ebenfalls durch direkt gewählte Senatoren ersetzt werden. Die Opposition lehnte dies strikt ab. Als der Präsident des Repräsentantenhauses Somsak Kiatsuranont die parlamentarische Debatte über das verfassungsändernde Gesetz abkürzen wollte und mehrere Redner der Opposition zu diesem Thema ablehnte, kam es am 20. August 2013 zu Handgreiflichkeiten zwischen Oppositionellen und Abgeordneten der Regierung sowie vom Parlamentspräsidenten herbeigerufenen Polizisten. Die Demokraten warfen Somsak eine Behinderung ihrer Abgeordnetenfreiheit und versuchte Einschüchterung vor.
Nachdem die Parlamentsmehrheit das Änderungsgesetz angenommen hatte, klagte die Opposition vor dem Verfassungsgericht. Dieses urteilte am 20. November, dass es nicht verfahrensgemäß zustande gekommen sei und gegen das grundlegende Verfassungsprinzip der „Demokratie mit dem König als Staatsoberhaupt“ verstoße. Den gleichzeitigen Antrag, die regierende Pheu-Thai-Partei wegen eines angeblichen Angriffs auf die verfassungsmäßige Ordnung aufzulösen, lehnte das Gericht jedoch ab. Die Regierung akzeptierte dieses Urteil nicht. Am 2. Dezember richtete die Ministerpräsidentin ein Gesuch an den König, das Vorhaben trotz der Entscheidung des Gerichts weiterverfolgen zu dürfen.

### Entwurf eines Amnestiegesetzes
Im August 2013 brachte die regierende Pheu-Thai-Partei einen Entwurf für ein Amnestiegesetz ins Parlament ein, das Beteiligte am politischen Konflikt der vorangegangenen Jahre von Strafverfolgung und -vollstreckung ausnehmen sollte. Ein erster Entwurf umfasste nur Demonstrationsteilnehmer, nicht aber die politischen Führer und Verantwortlichen für Gewalt. Kurz vor der endgültigen Abstimmung im Repräsentantenhaus wurde der Text allerdings so umformuliert, dass auch die politischen und militärischen Spitzen mit eingeschlossen wurden. Die Opposition griff diese Initiative scharf an, da sie bedeutete, dass auch Thaksin nach Thailand zurückkehren könnte, ohne sich seiner Strafe zu stellen. Auch Teile der „Rothemden“ gingen auf Abstand zu dieser modifizierten Version, weil damit auch die Verantwortlichen für die Tötung ihrer Kameraden straffrei ausgingen, während Inhaftierte, die nur für ihre Äußerungen nach dem Majestätsbeleidigungs-Paragraphen verurteilt wurden, ausdrücklich von der Amnestie ausgenommen wurden.
Am 31. Oktober kam es zur ersten größeren Demonstration der oppositionellen Demokratischen Partei gegen das Gesetz. Dennoch wurde es am 1. November im Repräsentantenhaus angenommen. Die Proteste nahmen rasch zu. Am 7. November nahm die Premierministerin schließlich Abstand von dem Entwurf und erklärte, dass sie ihn nicht weiter verfolgen wolle. Der Senat legte am 11. November ein aufschiebendes Veto ein, sodass die Initiative in den folgenden sechs Monaten nicht wieder vorgelegt werden darf. Sie ist aber nicht endgültig gescheitert.

## Regierungskritische Proteste seit Oktober 2013

### Allgemeines

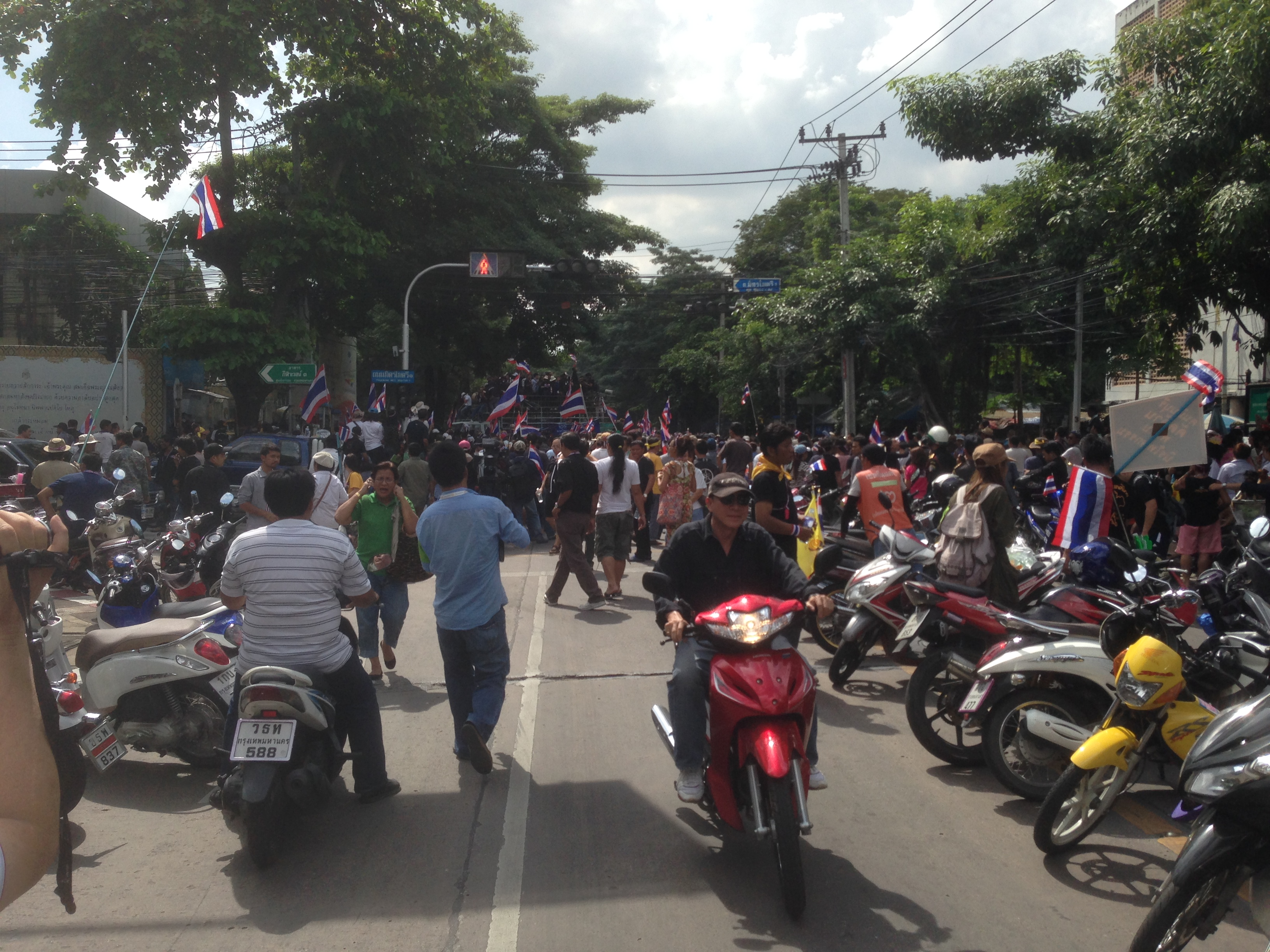
Demonstration in Bangkok

Protestmarsch, von Silom zum Regierungssitz

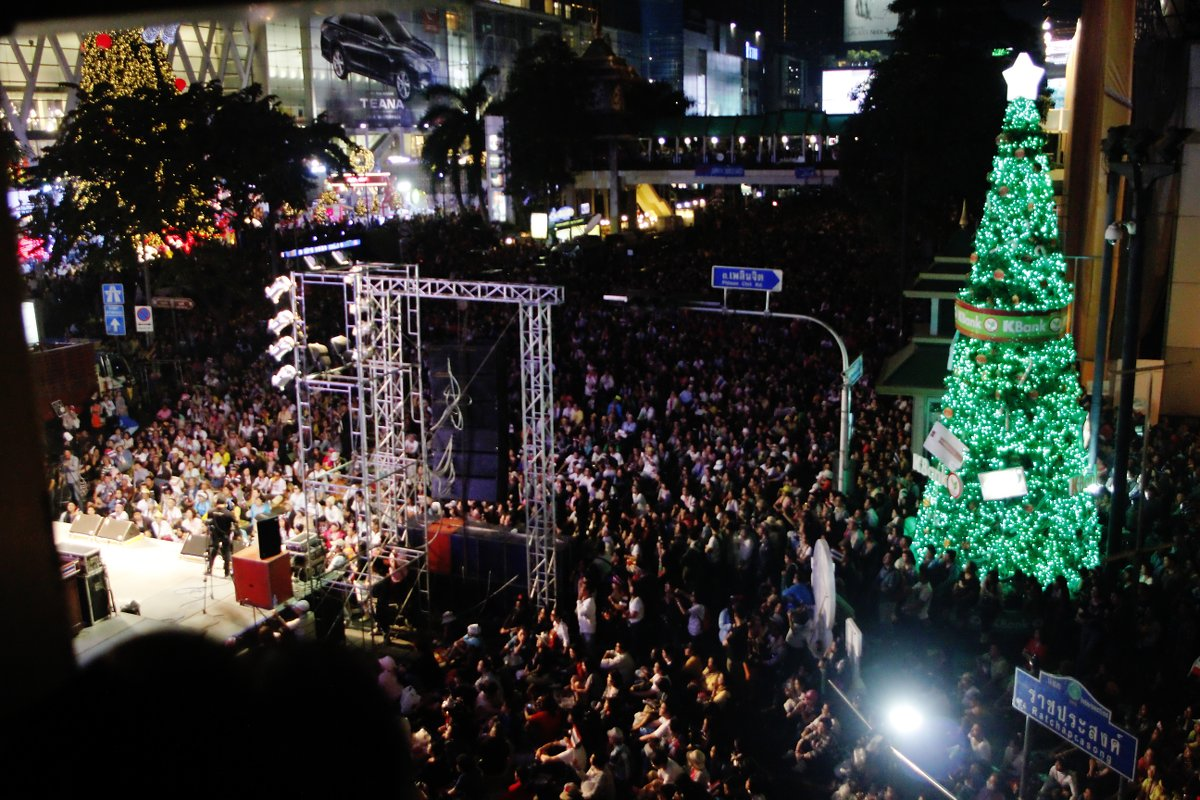
Protestkundgebung an der Ratchaprasong-Kreuzung, 22. Dezember 2013

Die Opposition mit der Demokratischen Partei Thailands und ihrem früheren Generalsekretär und jetzigen Protestführer Suthep Thaugsuban sehen in der amtierenden Regierung unter Yingluck eine Marionettenregierung, geführt durch den im Exil lebenden Bruder Yinglucks, Thaksin Shinawatra. Das Amnestiegesetz, das auch Thaksin Straffreiheit gewährt und somit seine Rückkehr aus dem Exil ermöglicht hätte, wurde inzwischen zurückgestellt. Die Proteste hielten dennoch an und richten sich nun gegen das von den Protestierenden wahrgenommene „Thaksin-System“ im Allgemeinen. Ab dem 25. November 2013 begannen die Demonstranten mit der Besetzung von Regierungseinrichtungen. Unter anderem besetzten sie das Finanzministerium.
Neben dem Amnestiegesetz, das nicht endgültig gescheitert, sondern lediglich zurückgestellt sei, werfen die Demonstranten der Regierung mangelnden Respekt vor Verfassungsinstitutionen vor. Als Beispiel hierfür führen sie den Versuch, die Zusammensetzung des Senats zu ändern, und die Nichtbefolgung des Verfassungsgerichtsurteils in dieser Frage an. Hinzu kommt der Vorwurf der Korruption, wozu sie auch die sogenannte „policy corruption“ zählen. Diese bezeichnet politische Projekte und Versprechungen, die für einen Teil der Wählerschaft verlockend sind, aber nach Ansicht ihrer Kritiker dem Allgemeininteresse zuwiderlaufen, weil ihr Nutzen in keinem angemessenen Verhältnis zu den Belastungen für den Staatshaushalt steht. Die bekanntesten und teuersten dieser Projekte sind der von der Regierung garantierte Mindestpreis für Reis, der in den vergangenen Jahren 11,5 Milliarden US-Dollar gekostet hat und das 2,2-Billionen-Baht-Programm für zukünftige Infrastruktur-Großprojekte.
Bei gewaltsamen Zusammenstößen von Regierungsanhängern und -gegnern sowie Sicherheitskräften, Schießereien und Sprengstoffexplosionen starben von November 2013 bis zum 2. März 2014 23 Menschen. Hunderte wurden verletzt.
Am 9. Dezember beantragte die Ministerpräsidentin die Auflösung des Parlaments und beraumte Neuwahlen für den 2. Februar 2014 an. Bis dahin bleibt sie kommissarisch im Amt. Die Protestbewegung unter Führung von Suthep Thaugsuban lehnt Wahlen jedoch vorerst ab. Sie fordert die Ernennung eines parteilosen, ungewählten Ministerpräsidenten und die Errichtung eines „Volksrates“, der das politische System des Landes grundlegend reformieren, die Probleme Korruption und Stimmenkauf beseitigen soll. Erst dann soll es wieder Wahlen geben.
Ab dem 13. Januar 2014 versuchte die Protestbewegung, den Verkehr und das öffentliche Leben in der Hauptstadt lahmzulegen. Als Motto gab sie den Aufruf Shutdown Krungthep („Shutdown Bangkok“) aus. Der Standort der Hauptproteste wurde in den Bezirk Pathumwan verlegt, diese fanden erst an der Ratchaprasong-Kreuzung von Ratchadamri- und Rama-I.-Straße, an der sich das große Einkaufszentrum Central World befindet, statt. Dort befinden sich auch das Polizeihauptquartier sowie eine Reihe von Luxushotels. Anschließend entschied man sich jedoch, den Hauptort der Versammlungen zwei Kreuzungen weiter zu verlegen. Seitdem fanden diese an der Pathumwan-Kreuzung statt, dort kreuzen sich die Rama-I.- und die Phayathai-Straße.
Am 21. Januar 2014 verkündete die Regierung den Notstand für Bangkok sowie Teile der benachbarten Provinzen Nonthaburi, Pathum Thani und Samut Prakan. Er wurde für 60 Tage ausgerufen.

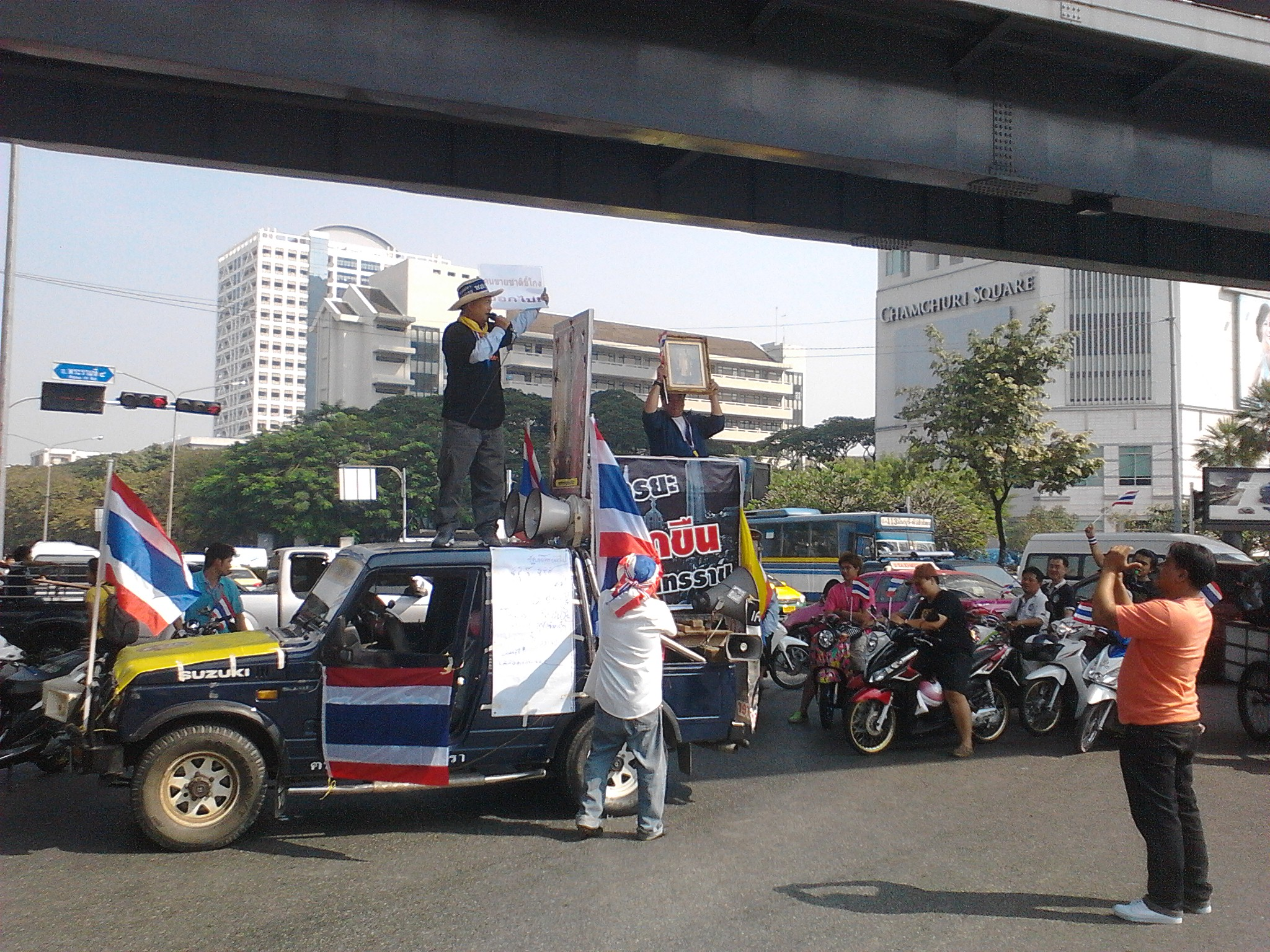
Ansprache an die vorbeiziehenden Demonstranten

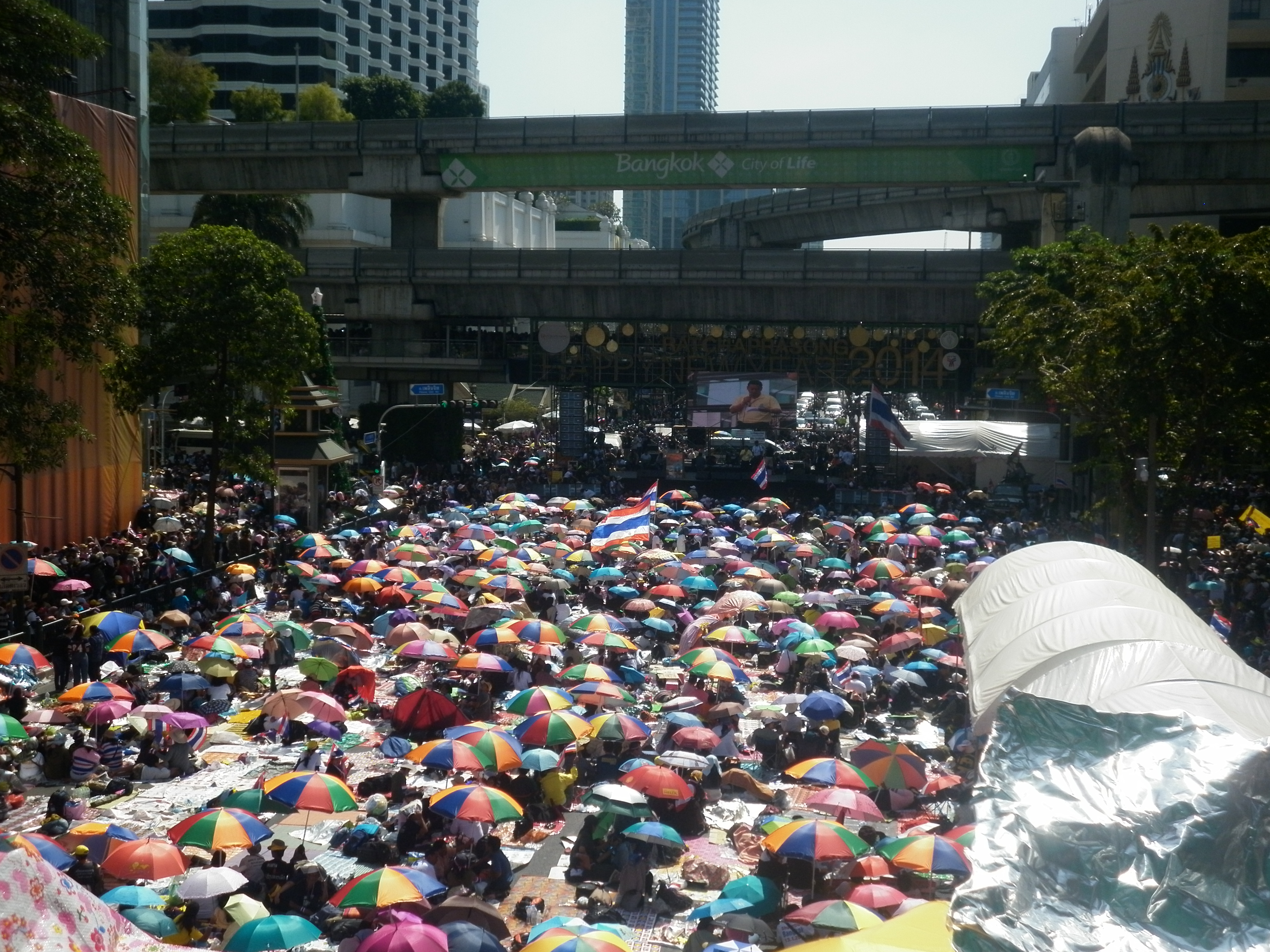
Bangkok Shutdown 2014, nahe Central World

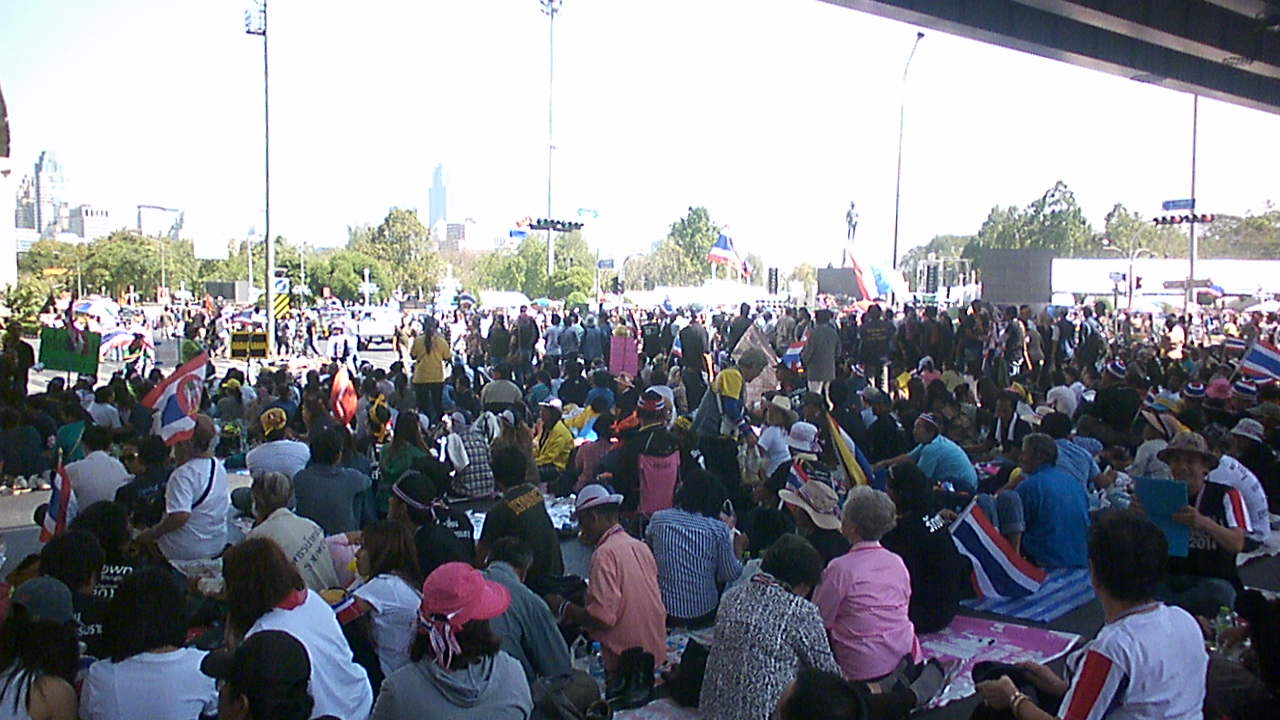
Bangkok Shutdown 2014, Sala Daeng – Lumpini Park

### Protestgruppen
Die gegen das Amnestiegesetz, die Regierung und Thaksin gerichtete Bewegung setzte sich anfangs aus drei wesentlichen Gruppen (neben einer Reihe kleinerer Initiativen) zusammen.
Die erste ist die „Volksarmee zum Sturz des Thaksin-Systems“ (กองทัพประชาชนโค่นระบอบทักษิณ, กปท., selbstgewählte englische Übersetzung: People’s Democratic Force to Overthrow Thaksinism, Pefot). Diese besteht im Wesentlichen aus früheren Aktivisten der Volksallianz für Demokratie, die seit 2009 kontinuierlich an Popularität verlor, ihre Aktivität schließlich einstellte und sich stattdessen neu organisierte. Ihr schlossen sich außerdem kleinere Gruppen wie Pitak Siam, die „Dharma-Armee“ und die Gewerkschaft der Staatsangestellten an. Wichtige Themen ihrer Rhetorik sind die vollständige Beseitigung des „Thaksin-Systems“ und seiner Strohmänner, Verteidigung von Monarchie und nationaler Souveränität sowie Ahimsa (Gewaltlosigkeit).
Von ihr spaltete sich das „Studenten- und Volksnetzwerk für Thailands Reform“ (เครือข่ายนักศึกษาและประชาชนปฏิรูปประเทศไทย, คปท.) ab. Auch seine Anführer, Nithithorn Lamleua und Uthai Yodmanee, waren zuvor bereits bei der PAD aktiv. Der Gruppe schlossen sich vorwiegend Studenten (u. a. der Ramkhamhaeng-Universität und der Universität Rangsit) und Berufsschüler sowie Aktivisten der Gruppe „V for Thailand“ an. Ihre Themen sind vor allem thailändischer Nationalismus, Ablehnung von Großprojekten und Korruption.
Die dritte und zeitweilig größte Gruppe war die „Bewegung gegen das Thaksin-System“ (มวลชนต่อต้านระบอบทักษิณ), die von Suthep Thaugsuban und weiteren ehemaligen Abgeordneten der Demokratischen Partei gegründet wurde. Suthep forderte nicht nur den Rücktritt der Premierministerin, der zu Neuwahlen führen würde, sondern stattdessen die Bildung eines „Volksrates“, der für eine Übergangsphase von möglicherweise mehreren Jahren an die Stelle des Parlaments treten, die Regierung benennen und das politische System von Grund auf umgestalten soll. Erst wenn die nationale Einheit wiederhergestellt, die Probleme von Stimmenkauf, Wählermanipulation und Amtsmissbrauch gelöst sind, sollen nach einer neuen Verfassung wieder Wahlen abgehalten werden dürfen.
Weitere kleinere Gruppen sind die sogenannten „Bunthemden“ (oder „Bürgergruppe zur Rettung von Nation, Religion und König“) des Medizindozenten Dr. Tul Sithisomwong, wachsende Gruppen von Ärzten und Krankenschwestern, die militärnahe Gruppe 13 Siam Thai um Chaiwat Sinsuwong sowie die Gruppe der 40 Senatoren, die sich am entschiedensten gegen die Verfassungsänderung und das Amnestiegesetz gestellt hatten.
Am 30. November schlossen sich mehrere der Gruppen zusammen und bildeten den „Volksausschuss für den Wandel Thailands zu vollständiger Demokratie mit dem König als Staatsoberhaupt“ (คณะกรรมการประชาชนเพื่อการเปลี่ยนแปลงประเทศไทยให้เป็นประชาธิปไตยที่สมบูรณ์อันมีพระมหากษัตริย์ทรงเป็นประมุข, กปปส., selbstgewählte englische Übersetzung: People’s Democratic Reform Committee, PDRC). Suthep Thaugsuban wurde zum Generalsekretär dieser Organisation ernannt.
Die soziale Zusammensetzung der Protestbewegung ist sehr heterogen. Sie umfasst einfache Kautschukbauern aus Südthailand über Berufsschüler und Studenten bis zu Büroangestellten und Geschäftsleuten. Letztere begeben sich in ihren Mittagspausen oder nach Dienstschluss oftmals direkt von ihren Büros zu den Proteststätten.

### Verlauf der Demonstrationen

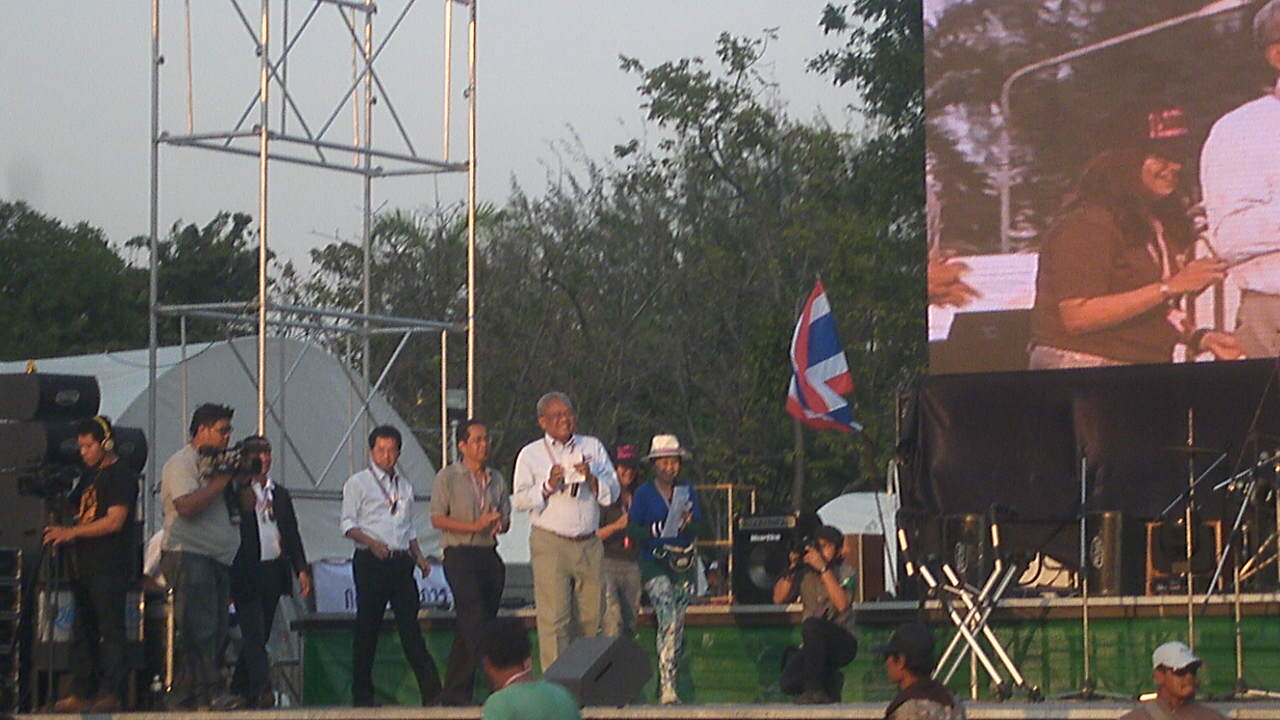
Protestführer Suthep bei einer Ansprache am 16. Januar 2014

- 31. Oktober 2013: Dritte Lesung des Amnestiegesetz-Entwurfes im Repräsentantenhaus, Suthep startet die erste Demonstration am Samsen-Bahnhof.
- 1. November: Um 4.25 Uhr morgens wird das Gesetz nach einer 19-stündigen Debatte mit den 310 Stimmen der Regierungskoalition bei Abwesenheit der Oppositionsabgeordneten, die das Plenum verlassen hatten, angenommen.[32]
- 4. November 2013: Demonstranten setzen ihre Märsche fort und lassen sich am Demokratiedenkmal nieder. Büroangestellte halten eine Versammlung in Silom ab. Demonstranten in anderen Provinzen marschieren zu den jeweiligen Rathäusern und Provinzverwaltungen. Das Parlament verabschiedet eine Änderung des Artikels 190 der thailändischen Verfassung.
- 10. November 2013: „Rothemden“-Demonstranten halten eine Demonstration ab zur Unterstützung der Regierung und des Amnestiegesetzes an der Ratchaprasong-Kreuzung und in Mueang Thong Thani (einem Vorort von Bangkok in Amphoe Pak Kret, Provinz Nonthaburi).
- 11. November 2013: In Bangkok finden an verschiedenen Orten Demonstrationen statt, der Senat von Thailand stoppt wie erwartet den Gesetzesentwurf. Suthep und acht weitere Abgeordnete treten von ihren Posten zurück, um die Demonstrationen gegen das Thaksin-System zu führen, er ruft zu zivilem Ungehorsam auf.
- 15. November 2013: Suthep ruft zur Ausweitung des zivilen Ungehorsams auf.
- 16. November 2013: Während der Proteste werden Unterschriften für ein Amtsenthebungsverfahren gegen die mehr als 300 Abgeordneten der Regierung gesammelt.
- 17. November 2013: Suthep ruft den 24. November als „Großen Demonstrationstag“ mit über 1 Mio. Demonstranten aus.
- 19. November 2013: „Rothemden“-Demonstranten versammeln sich im Rajamangala-Stadion, um die Regierung zu unterstützen.
- 24. November 2013: Massive Demonstrationen am Demokratiedenkmal, Suthep ruft zu einem Marsch zu 13 verschiedenen Orten auf.
- 25. November 2013: Demonstranten belagern das Finanz- und das Außenministerium, die Regierung weitet den „Internal Security Act, ISA“ aus.
- 26. November 2013: Ein Haftbefehl gegen Suthep wird ausgestellt.
- 27. November 2013: Demonstranten belagern den Regierungskomplex.
- 28. November 2013: Suthep gründet das „Volkskomitee für Demokratische Reformen“ (PDRC), des Weiteren kündigt er den 1. Dezember als „Tag des Sieges“ an und dass bis dahin alle Ministerien belagert würden. Die Regierungsanhänger starten eine weitere Demonstration am Rajamangala-Stadion.
- 29. November 2013: Zusammenstoß zwischen „Rothemden“ und Studenten der Ramkhamhaeng-Universität, bei einer Schießerei werden 4 Menschen getötet und 54 verletzt.
- 1. Dezember 2013: Die Regierungsanhänger lösen ihre Versammlung auf, um weitere gewalttätige Zusammenstöße zu vermeiden. Die Polizei benutzt Tränengas, um die Demonstranten vom Regierungssitz und vom Polizeipräsidium fernzuhalten. Viele Universitäten in Bangkok entscheiden, bis zum 5. Dezember zu schließen.
- 2. Dezember 2013: Weitere Zusammenstöße zwischen Demonstranten und Polizei.
- 4. Dezember 2013: Mit Blick auf die Feierlichkeiten zum Geburtstag des Königs werden die Demonstrationen ausgesetzt und der Tag als „Großreinemach-Tag“ genutzt.
- 6. Dezember 2013: Suthep ruft Montag, den 9. Dezember 2013, als den „letzten Tag“ der Demonstrationen aus und fordert so viele Demonstranten wie möglich auf, sich ab 8:30 Uhr auf den Weg zu machen.
- 8. Dezember 2013: Alle 157 Abgeordneten der Demokraten treten von ihren Posten zurück und kündigen an, am darauffolgenden Tag den Demonstrationen beizuwohnen.
- 9. Dezember 2013: Ministerpräsidentin Yingluck löst das Parlament auf, Neuwahlen werden für den 2. Februar angekündigt. Die Massenproteste gehen weiter und führen durch ganz Bangkok. König Bhumibol Adulyadej genehmigt die Auflösung des Parlaments und die Neuwahlen im Februar.
- 13. Januar 2014: „Bangkok Shutdown“; Demonstranten unter Suthep legen seit Sonntagnacht (12. Januar) die wichtigsten Verkehrsknotenpunkte in Bangkok lahm. Betroffene Gebiete: Pathumwan, Lat Phrao, Chaeng Wattana Road und Victory Monument.[33]

(Quelle: The Nation, Daily News Thailand)

### Unruhen und gewaltsame Zusammenstöße

#### Besetzung von Regierungsgebäuden im November 2013, Reaktion der „Rothemden“

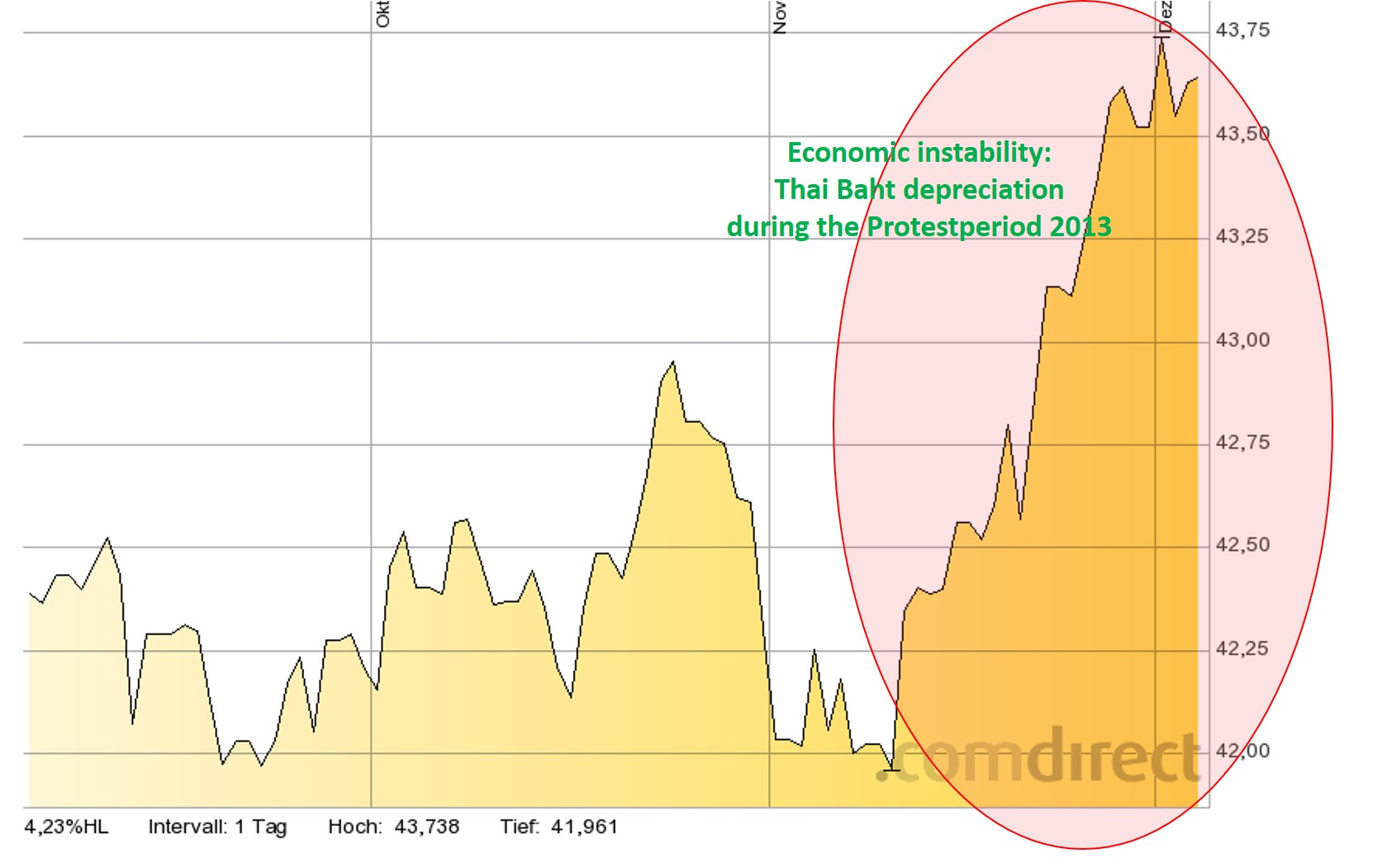
Abwertung der thailändischen Währung Baht während der politischen Krise 2013, als wirtschaftlicher Indikator

Am 11. November erklärten Suthep und acht weitere Abgeordnete der Opposition die Aufgabe ihrer Parlamentsmandate, um sich fortan der außerparlamentarischen Opposition gegen das „Thaksin-System“ zu widmen. Suthep erklärte, dass das vorläufige Ende des Amnestiegesetzes und selbst ein Rücktritt der Ministerpräsidentin Yingluck und das Abhalten von Neuwahlen nicht ausreichten, solange nicht Thaksin und seine Verbündeten grundsätzlich von der Macht verdrängt würden.
Die überwiegend regierungsnahen „Rothemden“ brachten ab Mitte November ihre Anhänger, vor allem aus Nord- und Nordostthailand, nach Bangkok. Ihr Ziel war es, die Regierung vor einem möglichen Sturz oder einer von ihnen befürchteten Intervention des Militärs oder des Verfassungsgerichts zu „beschützen“. Sie versammelten sich ab dem 17. November im Rajamangala-Nationalstadion am nordöstlichen Rand der Stadt, wo sie auch übernachteten.
Am 25. November begannen die Regierungsgegner, Regierungseinrichtungen zu stürmen. Unter anderem besetzten sie das Finanzministerium. Gegen Suthep und vier weitere Demonstrationsführer wurde Haftbefehl erlassen.

#### Erste gewaltsame Zusammenstöße
Am Nachmittag des 30. Novembers verließen Gruppen der „Rothemden“ ihre Versammlung im Rajamangala-Stadion und stießen auf Studenten der nahegelegenen Ramkhamhaeng-Universität, die zu den Regierungsgegnern gehörten. Es kam zu gewalttätigen Ausschreitungen zwischen den verfeindeten Gruppen und Sicherheitskräften. Dabei starben drei „Rothemden“ und ein Student. Ein weiterer Heranwachsender, der zu keinem der beiden Lager gehörte, starb, als er einen Bus der „Rothemden“ anzündete und nicht mehr schnell genug verlassen konnte.
Am 26. Dezember wurde bei Zusammenstößen zwischen der Polizei und Protestierenden, die die Kandidatenregistrierung für die Wahl am Thailändisch-Japanischen Stadion im Bezirk Din Daeng störten, ein Polizist erschossen, dutzende auf beiden Seiten wurden verletzt. Am frühen Morgen des 28. Dezember wurde einer der „Wachleute“ der Regierungsgegner aus einem vorbeifahrenden Fahrzeug heraus erschossen, drei weitere schwer verletzt.

#### Während des „Bangkok Shutdown“ und im Umfeld der Wahl
Während des am 13. Januar 2014 begonnenen „Bangkok Shutdown“ kam es zu mehreren Zwischenfällen mit Schießereien und Anschlägen. Unter anderem wurden die Wohnhäuser des früheren Ministerpräsidenten Abhihit Vejjajiva und des Gouverneurs von Bangkok, Sukhumbhand Paribatra, sowie das UNO-Gebäude angegriffen. Am 17. Januar kam es bis dahin zu den meisten und schwersten Vorfällen. Am frühen Nachmittag wurde ein Sprengstoffanschlag auf den Konvoi um den Demonstrationsführer Suthep verübt. Hierbei kam es zu 38 Verletzten, einer darunter erlag im Krankenhaus seinen Verletzungen. Am 19. Januar wurden bei einem Granatenangriff auf eine protestierende Menge erneut 28 Personen verletzt.
Am 26. Januar wurde Sutin Tharatin, ein Anführer der Dharma-Armee und der Pefot, durch einen Kopfschuss getötet, während er vor einem Wahllokal zu seinen Anhängern sprach. Zuvor hatte er den lokalen Wahlvorsteher dazu gebracht, die vorgezogene Stimmabgabe auszusetzen. Die Polizei machte politische Opponenten für den Mord verantwortlich. Einen Tag vor der Wahl am 2. Februar gab es im Bezirk Lak Si gewaltsame Zusammenstöße zwischen teilweise bewaffneten Regierungsgegnern, die die Auslieferung der Wahlzettel verhindern wollten, und Anhängern der Regierung, die sich für die ordnungsgemäße Durchführung der Wahl einsetzten. Es kam zu Schusswechseln und Sprengstoffexplosionen. Unter anderem wurde der US-amerikanische Fotojournalist James Nachtwey angeschossen. Am Wahltag störten die Regierungsgegner die Stimmabgabe in 127 der 375 Wahlkreise, in 45 davon konnten gar keine Wahlen stattfinden. In Bangkok mussten 488 der 6673 der Wahllokale geschlossen bleiben.
Beim missglückten Versuch der Polizei, die Blockade der Regierungsgegner an der Phan-Fa-Brücke aufzulösen, starben am 18. Februar ein Polizist und drei Zivilisten, 64 Menschen wurden verletzt. Am Folgetag belagerten Demonstranten das Verteidigungsministerium, um das Büro der Premierministerin zu blockieren. Erst im Januar hatte Yingluck, die zugleich das Verteidigungsressort leitet, ihr Büro dorthin verlegt. Protestführer Suthep kündigte an, die Demonstranten würden die Premierministerin „fortjagen“. Am Abend des 22. Februar wurde eine Versammlung des PDRC in der ostthailändischen Provinz Trat aus vorbeifahrenden Autos beschossen und mit Granaten beworfen. Dabei starb ein Kind, 31 Menschen wurden verletzt. Am nächsten Tag starben eine Frau und ein Kind bei einer Granatenexplosion im Lager der Protestierenden an der Ratchaprasong-Kreuzung im Hauptgeschäftsviertel von Bangkok, 22 weitere wurden verletzt.
Am 28. Februar erklärte Suthep den „Shutdown“ für beendet. Zwei Tage darauf räumten die Regierungsgegner mehrere der besetzten Straßenkreuzungen und zogen sich in das Protestlager im Lumphini-Park zurück. Zuvor waren die Teilnehmerzahlen bei den Versammlungen des PDRC immer weiter zurückgegangen. Am 2. März fanden in einigen der Wahlbezirke, in denen die Abstimmungen gestört worden waren, reibungslose Nachwahlen statt. Abhängig von der Wiederherstellung der Sicherheitslage sollen sie etappenweise auch in den übrigen Bezirken stattfinden. Die Ergebnisse werden erst bekannt gegeben, wenn die Wahlen landesweit abgeschlossen sind.

### Ende des Ausnahmezustandes und Annullierung der Wahlen
Am 18. März 2014 hob die thailändische Regierung den im Januar ausgerufenen Ausnahmezustand auf. Sie begründete dies mit der verbesserten Sicherheitslage und dem Wunsch, den Tourismus wieder anzukurbeln. Der Ausnahmezustand wurde durch ein Sondergesetz zur inneren Sicherheit ersetzt, das bis Ende April gelten soll. Am 21. März 2014 erklärte das Verfassungsgericht des Landes die Parlamentswahlen vom Februar für ungültig, da sie nicht landesweit am gleichen Tag stattgefunden hatten.

## Amtsenthebung der Ministerpräsidentin durch das Verfassungsgericht
Am 7. Mai 2014 sprach das Verfassungsgericht Premierministerin Yingluck Shinawatra und neun ihrer Kabinettsmitglieder, darunter Außenminister Chalerm Yubamrung, Finanzminister Kittiratt Na-Ranong und Arbeitsminister Surapong Tovichakchaikul, wegen Verfassungsbruchs schuldig und enthob sie des Amtes. Die von 27 Senatoren eingebrachte Anklage bezog sich auf die Absetzung des Chefs des Nationalen Sicherheitsrats Thawil Pliensri im Jahr 2011, durch die die Ernennung von Priewpan Damapong, einem Schwager von Thaksin Shinawatra, zum nationalen Polizeichef möglich wurde. Anhänger der Regierung und Kommentatoren sprachen erneut von einem „Justizputsch“. Die verbleibenden Kabinettsmitglieder wählten den bisherigen Handelsminister und Vizepremier Niwatthamrong Boonsongpaisan zum geschäftsführenden Regierungschef. Die Oppositionsbewegung spricht ihm jedoch die Legitimität ab und fordert weiterhin die Ernennung eines „neutralen“ Ministerpräsidenten.
Anschließend kam es zu erneuter Gewalt: Am 15. Mai beschossen nicht identifizierte Angreifer eine Versammlung des PDRC am Demokratiedenkmal mit Granatwerfern, Sturmgewehren und Pistolen. Dabei starben drei Menschen, über 20 wurden verletzt. Nachdem Regierungsgegner ein Treffen der Wahlkommission mit dem geschäftsführenden Ministerpräsidenten gestört und diesen zur Flucht gezwungen hatten, vertagte die Wahlbehörde den Neuwahltermin vom 20. Juli erneut auf unbestimmte Zeit. Der Oberkommandierende des Heeres, General Prayuth Chan-ocha, drohte mit einem Militäreinsatz, um weitere Gewalt zu verhindern.

## Staatsstreich des Militärs
Am frühen Morgen des 20. Mai 2014 rief die Armee das Kriegsrecht aus. General Prayuth Chan-ocha begründete den Schritt mit der Aufrechterhaltung von Sicherheit, Recht und Ordnung. Sowohl Militär als auch die geschäftsführende Regierung, die vorweg nicht von dem Schritt informiert worden war, betonten, dass es sich nicht um einen Staatsstreich handelte. Das von Prayuth kurzerhand gebildete „Kommando zur Erhaltung von Frieden und Ordnung“ hat aber weitgehende Befugnisse: Es kann Festnahmen ohne Haftbefehl und Hausdurchsuchungen ohne richterlichen Beschluss sowie Ausgangssperren anordnen, hat bereits Radio- und Fernsehsender, die den politischen Konfliktparteien (sowohl PDRC als auch „Rothemden“) nahestehen, geschlossen und kann auch bei anderen Sendern Einfluss auf das Programm nehmen. Informationen, die den Interessen des Militärs zuwiderlaufen, darf es unterdrücken. Es war daher von einem „schleichenden Putsch“, „Halb-Coup“ oder „De-facto-Putsch“ die Rede.
Am 22. Mai gab Prayuth bekannt, dass die von ihm moderierten Gespräche mit den politischen Kräften zur Beilegung des Konflikts gescheitert seien und die Armee nun selbst bis auf Weiteres die Regierungsgewalt übernehme.
König Bhumibol Adulyadej billigte am 22. Juli die durch die Junta erstellte Übergangsverfassung. Der aus 48 Artikeln bestehende Text enthielt eine Amnestie für die Beteiligten des Putsches und sicherte den Militärmachthabern praktisch unbegrenzte Möglichkeiten, um gegen eine mögliche Gefährdung der nationalen Sicherheit vorzugehen.
Die Junta gab sich den Namen Nationalrat für Frieden und Ordnung (NCPO).
Am 21. August wählte die durch die Putschisten eingesetzte gesetzgebende Versammlung Juntachef Prayuth ohne Gegenkandidaten zum Premierminister. Vier Tage später, am 25. August, verkündete der König die formell nötige Bestätigung.

## Weitere Entwicklung
Seit dem Putsch im Mai 2014 befand sich Thailand in einer Militärdiktatur. Die Junta mit Prayuth an der Spitze setzte die Verfassung außer Kraft und entwarf eine Übergangsverfassung, die einem Freifahrtschein für die Generäle gleichkam. Seinen Versprechen vom Putsch, das Volk wieder froh zu machen und die Demokratie schnellstmöglich wieder aufzubauen, kam er nicht nach. Im April 2015 wurde das Kriegsrecht aufgehoben und an seine Stelle trat eine Verfügung, die die Soldaten mit mehr Macht ausstattete.
Die Opposition um Thaksin Shinawatra, der das Land mit seiner Schwester Yingluck bis zum Putsch regierte, hielt sich bedeckt, obwohl er immer noch großen Rückhalt im Volk genoss. Nach wiederholter Verschiebung des Wahltermins wurden Ende 2018 politische Parteien wieder zugelassen und im März 2019 das Repräsentantenhaus (die größere Kammer der Nationalversammlung) neu gewählt, während der Senat aus von der Militärjunta ernannten Mitgliedern bestand. Der Wahlprozess wurde von der bisherigen Junta kontrolliert und der Verteilungsschlüssel für die Sitze der Parteien nach der Wahl geändert. So hatten, anders als nach den ersten vorläufigen Ergebnissen erwartet, nicht die Oppositionsparteien, sondern eine Koalition militärnaher Parteien eine knappe Mehrheit im Repräsentantenhaus. General Prayut regierte anschließend vier weitere Jahre als „ziviler“ Ministerpräsident – bis zur Parlamentswahl 2023.